# 세계정신의학협회
세계 정신의학 협회(World Psychiatric Association, WPA)는 각 국가들의 정신의학 협회들이 함께 설립한 국제 단체이다. 1950년 세계 정신의학 의회를 모체로 탄생한 기구로, 국제적인 학회 모임을 주최하고 전문가들 양성을 도우며, 과학적이고 윤리적인 표준 치료법 개발을 증흥한다. 세계 정신의학 협회는 전 세계 135개국의 정신의학 협회와 180,000여명의 정신의학 종사자들을 대표한다.